# Eija Hetekivi Olsson
Eija Mirella Hetekivi Olsson, född 3 mars 1973 i Gunnareds församling i Göteborgs kommun, är en svensk författare och gymnasielärare.

## Biografi
Hetekivi Olsson, född och uppvuxen i Göteborgsförorterna Gårdsten och Bergsjön, har arbetat som trappstädare och restaurangbiträde, innan hon läste in gymnasiet på Komvux och utbildade sig till lärare. Hon debuterade 2012 med uppväxtskildringen Ingenbarnsland. Romanen belönades bland annat med Stig Sjödinpriset, Adlerbertska konststipendiet, Wästswänska Teaterns stipendium och Katapultpriset samt nominerades till Augustpriset och Sveriges Radios Romanpris.
Ingenbarnsland utkom år 2013 i finsk översättning (Tämä ei ole lasten maa, Schildts & Söderströms) och i norsk översättning år 2014 (Cappelen Damm). Ingenbarnsland dramatiserades av Göteborgs Stadsteater. Pjäsen hade urpremiär 13 mars 2015.
2014 utgav hon, tillsammans med fotograf Jerker Andersson, Fuck skolan, en samling röster från elever i nian. Boken skickades till samtliga riksdagspolitiker. 2016 kom uppföljaren till Ingenbarnsland, romanen Miira som belönades med Aftonbladets litteraturpris och ABF:s litteratur- och konststipendium samt nominerades till Svenska Dagbladets litteraturpris och Årets författare i Väst.     
Den 17 augusti 2018 hade Hetekivi Olssons dramatiska verk, monologen Nationalsången, premiär på Teatern under bron i Stockholm. Pjäsen spelades även på Folkteatern i Göteborg. Nationalsången gavs ut som e-bok och ljudbok med originaltext och 2019 trycktes den som pappersbok till Bonniers stora adventskalender. Författaren har själv läst in alla sina böcker till ljudböcker.
Hetekivi Olsson debuterade som sommarvärd i Sommar i P1 den 29 juli 2019.
27 juli 2021 släpptes den tredje, helt fristående och avslutande romanen om Miira. De unga vi dödar.  
”Miira-trilogin (är) såväl språkligt som tematiskt en bragd, det är sällan svensk litteratur har den här sortens kraft. Min impuls att begära mer, att inte nöja mig med det givna, är kanske inte heller en så konstig reaktion. Det är ju den hungern som finns i och väcks av Eija Hetekivi Olssons prosa.” Dagens Nyheter
”Eija Hetekivi Olssons val att slutligen skriva fram också den totala maktlösheten gör en redan stark romansvit ännu starkare. I stället för framgångssagan om slagskämpen får vi anhörigskildringen från slagfältet. Den är förkrossande.” Sveriges Radio
”Eija Hetekivi Olsson gör litteratur av brinnande frågor på ett sätt som sveper med, uppviglar, tänder eldar. De unga vi dödar är ett förbannat bra tidsdokument. En orosanmälan. En vårdkase.” Barometern
Om Ingenbarnsland:  
"En sån fantastiskt bra bok. Skriven med ett ursinnigt driv. Helt nödvändig bok att läsa." SVT
"Som ett knytnävslag i magen, en explosiv, rasande rapport om en uppväxt i en betongförort i Göteborg." Aftonbladet
"Eija Hetekivi Olsson har skapat ett tidsdokument och en antihjältinna, den brutalt ömsinta Miira, som är omöjlig att hålla ifrån sig." Göteborgs-Posten
Om Miira: 
"Man måste bara älska Miira. Något annat går inte." Svenska Dagbladet
"Hetsig, fräck och alldeles underbar." Corren
"Språket tar sig fram, precis som Miira, med enorm kraft. Jag kommer på vad det är jag saknat i samtidsprosan. Frontalitet (...) Miira är ingen snyfthistoria från förorten, den är en slåss-i-solsken-bok som drar upp ryggen, tillbaka axlarna och fram med full-i-fan-blicken." Dagens Nyheter

## Priser och utmärkelser
- 2012 – Stig Sjödinpriset[8]
- 2012 – Nominerad till Augustpriset[9]
- 2012 – Wästswänska Teaterns stipendium[10]
- 2013 – Katapultpriset för Ingenbarnsland[11]
- 2013 – Nominerad till Sveriges Radios Romanpris[12]
- 2013 – Adlerbertska konststipendiet
- 2014 – Göteborgs Stads författarstipendium[13]
- 2014 – Västra Götalandsregionens stipendium för författare.
- 2014 – Jan Myrdals lilla pris – Robespierrepriset[14]
- 2014 – Sara Lidman-stipendium
- 2015 – Harry Martinson-stipendium
- 2015 – Elin Wägner-stipendium
- 2016 – ABF:s litteratur- & konststipendium[15]
- 2016 – Nominerad till Svenska Dagbladets litteraturpris[16]
- 2016 – Svenska Akademiens stipendium ur Stina och Erik Lundbergs stiftelse
- 2016 – De Nios julpris
- 2016 – Nominerad till Årets författare i väst[17]
- 2016 – Aftonbladets litteraturpris[18]
- 2017 – Ingmar Bergman-stipendium
- 2019 – Byggnads Kulturstipendium[19]
- 2019 – Natur & Kulturs särskilda stipendium[20]
- 2021 – Västra Götalandsregionens arbetsstipendium
- 2022 – Ingmar Bergman-stipendium
- 2023 – IRIS-stipendiet
- 2023 – Byggnads Kulturstipendium
- 2024 – Bengt Anderbergpriset
- 2025 – Nominerad till Svenska Fotobokspriset